# Сёмин, Николай Васильевич (педагог)
Николай Васильевич Сёмин (28 ноября 1920, Сенгилеевский уезд, Симбирская губерния — 2003) — российский, советский педагог. Народный учитель СССР (1980).

## Биография
Николай Сёмин родился 28 ноября 1920 года в селе с. Поповка (ныне в Майнском районе Ульяновской области) в крестьянской семье.
Окончил школу, поступил в училище. Его трудовая деятельность началась в 1939 году в должности заведующего отделом пропаганды и агитации Шигонского райкома ВЛКСМ Куйбышевской области. В этом же году был призван в ряды Красной Армии. В июне 1941 года направлен на учёбу в Ивановское военно-политическое училище.
Участник войны. В 1941 году ушел на фронт. Участвовал в боях под Сталинградом, где в сентябре 1942 года был ранен, воевал на Курской дуге, форсировал Днепр, освобождал Польшу. С 1943 по 1946 год воевал в составе 1-го Украинского фронта в органах контрразведки «Смерш». За мужество и доблесть был награжден орденами Отечественной войны II степени и Красной Звезды, десятью медалями. Был демобилизован в 1946 году в звании капитана.
После демобилизации — на партийной работе: инструктор Ульяновского облисполкома, заместитель председателя Тиинского райисполкома, второй секретарь Тиинского райкома комсомола, заместитель заведующего областным отделом социального обеспечения.
В 1950 году заочно окончил Ульяновский педагогический институт.
В 1952 году был назначен директором школы рабочей молодёжи № 1 Ульяновска. В 1954—1963 годах — директор средней школы № 38, школы-интерната № 16.
В 1963 году был назначен директором средней школы № 1 имени В. Ленина (ныне Муниципальное бюджетное общеобразовательное учреждение «Гимназия № 1 имени В. И. Ленина» Ульяновска).
Возглавлял главную школу города почти 20 лет — с 1963 по 1981 год. При его непосредственном участии было спроектировано и построено новое здание школы, оборудованы учебные кабинеты, оснащены спортивный комплекс и плавательный бассейн, открыты зимний сад, оранжерея, на приусадебном участке школы разбит яблоневый сад.
Умер 12 октября 2003 году, похоронен на Северном кладбище Ульяновска.

## Звания и награды
- Заслуженный учитель школы РСФСР (1970)
- Народный учитель СССР (1980)[6]
- Нагрудный значок «Отличник народного просвещения РСФСР» (1958)
- Орден Ленина
- Орден «Знак Почёта» (1963)
- Орден Красной Звезды
- Орден Отечественной войны II степени
- 10 медалей
- Почётный гражданин Ульяновской области
- В 1997 году имя педагога занесено в «Золотую книгу Почета Ульяновской области»[7].
- В 1969 году его наградили магнитофоном[8].